# 倉田希実子
倉田 希実子（くらた きみこ、1978年5月20日 - ）は、茨城放送のアナウンサー。茨城県出身。

## 来歴
- 2001年4月に、スクーピーレポーターとして茨城放送に入社。2007年3月に子会社の茨城放送プロモーション（のちの「IBS」）に移籍。2016年6月にIBSが茨城放送に合併されたのに伴い企画事業部アナウンサーとして茨城放送に復帰した。
- 2007年4月から土曜日午前中の生放送ワイド番組「カビーとクラッチのどうよ」を鹿原徳夫アナウンサーと共に担当していたが、2008年（または2009年）に産休の為に降板（その後アシスタントが替わり、番組タイトルは「カビーとマキのどうよ」に変更、番組自体は2010年3月まで続き、後番組サタスタ9へ）。
- ラジオ出演（番組アシスタント）・イベント司会やケーブルテレビのニュースキャスターを中心に活動していた。
- 茨城放送アナウンススクール修了。

## 担当番組

### 現在
- 吉田メロディとステキな時間（FMひたち・ミュージックバード）
- キミと30min（FMひたち）
- Lunch Box（FMひたち）

### 過去
- デイリーひの（JCN日野） - 木曜キャスター
- カビーとクラッチのどうよ（茨城放送） - アシスタント>
- ニュースクリップひの（JCN日野） - アナウンサー